# Sheffield F.C.
Sheffield F.C. er en engelsk amatør fodboldklub, som først og fremmest er bemærkelsesværdig fordi den hævder at være verdens ældste fodboldklub,[kilde mangler] grundlagt i 1857. Klubbens bedste hold spiller i øjeblikket (Sæsonen 21/22) i Northern Premier League Division 1 East (hvor de pt. ligger blandt bundholdene).
Fodboldklubben har oprindelig haft forskellige hjemmebaner omkring hjembyen Sheffield, deriblandt Bramall Lane, der nu udgør hjemmebanen for en af byens to store professionelle fodboldklubber Sheffield United F.C..
Sheffield F.C. er den ene af deltagerne i verdens ældste tilbagevendende fodbolddyst (kendt som The Sheffield Derby el. The Rules Derby) når de spiller mod ærkerivalerne Hallam F.C.
Klubben har ingen officielle forbindelser til byens to lokale professionelle hold Sheffield United F.C. og Sheffield Wednesday, udover at de deler hjemby og af og til også græstæppe. Skønt Sheffield F.C. for længst har mistet sin status som Sheffields tophold, så har den originale Sheffield-klub, der startede det hele været i stand til at overleve, takket være sine fans og deres vilje og energi.
Sheffield F.C. fejrede 150 års jubilæum i efteråret 2007, og havde i den indgået en aftale om at låne klubben gamle hjemmebane Bramall Lane af Sheffield United F.C. til at fejre det markante jubilæum med en kamp mod netop byens storklub Sheffield United F.C. og den 8. november 2007 mod selveste de dobbelte Champions League vindere, den italienske Serie A klub Inter FC fra Milano. For øjnene af såvel Pele som en række andre fodbold-koryfæer og masser af tilskuere vandt Inter – måske ikke helt uventet – kampen med 5-2.